# 1318 힘을 내
《1318 힘을 내》는 문화방송에서 1996년 3월 7일부터 1997년 10월 4일까지 방송했던 학교탐방 프로그램이다.

## 방송 시간
| 방송 채널 | 방송 기간                          | 방송 시간                       | 비고      |
| --------- | ---------------------------------- | ------------------------------- | --------- |
| MBC TV    | 1996년 2월 22일                    | 목요일 밤 8시 5분 ~ 9시         | 시범 편성 |
| MBC TV    | 1996년 3월 7일 ~ 1996년 10월 17일  | 목요일 오후 7시 ~ 8시 25분      | 정규 편성 |
| MBC TV    | 1996년 10월 26일 ~ 1997년 9월 27일 | 토요일 오후 5시 10분 ~ 6시      | 정규 편성 |
| MBC TV    | 1997년 10월 4일                    | 토요일 오후 4시 50분 ~ 5시 40분 | 정규 편성 |

## 방영 목록

### 1996년
| 회차   | 방송일    | 촬영 장소                                  | 비고 |
| ------ | --------- | ------------------------------------------ | ---- |
| 제1화  | 2월 22일  | 배화여자중학교 (서울특별시 종로구)         |      |
| 제2화  | 3월 7일   | 이화여자고등학교 (서울특별시 중구)         |      |
| 제3화  | 3월 14일  | 휘경여자중학교 (서울특별시 동대문구)       |      |
| 제4화  | 4월 18일  | 덕수중학교 (서울특별시 중구)               |      |
| 제5화  | 4월 25일  | 대진여자고등학교 (서울특별시 노원구)       |      |
| 제6화  | 5월 2일   | 잠신고등학교 (서울특별시 송파구)           |      |
| 제7화  | 5월 9일   | 서문여자중학교 (서울특별시 서초구)         |      |
| 제8화  | 5월 16일  | 성덕여자중학교 (서울특별시 강동구)         |      |
| 제9화  | 5월 23일  | 석관고등학교 (서울특별시 성북구)           |      |
| 제10화 | 6월 6일   | 동명공업고등학교 (부산광역시 남구)         |      |
| 제11화 | 6월 13일  | 서울여자고등학교 (서울특별시 마포구)       |      |
| 제12화 | 6월 20일  | 예일여자중학교 (서울특별시 은평구)         |      |
| 제13화 | 6월 27일  | 서라벌고등학교 (서울특별시 노원구)         |      |
| 제14화 | 7월 4일   | 영동고등학교 (서울특별시 강남구)           |      |
| 제15화 | 7월 11일  | 소명여자고등학교 (경기도 부천시)           |      |
| 제16화 | 7월 18일  | 정의여자중학교 (서울특별시 도봉구)         |      |
| 제17화 | 7월 25일  | 우신고등학교 (서울특별시 구로구)           |      |
| 제18화 | 8월 1일   | 영생고등학교 (경기도 수원시)               |      |
| 제19화 | 8월 8일   | 신명고등학교 (대구광역시 중구)             |      |
| 제20화 | 8월 22일  | 춘천고등학교 (강원특별자치도 춘천시)       |      |
| 제21화 | 8월 29일  | 성호중학교 (경기도 오산시)                 |      |
| 제22화 | 9월 5일   | 혜화여자고등학교 (서울특별시 강북구)       |      |
| 제23화 | 9월 12일  | 양정고등학교 (서울특별시 양천구)           |      |
| 제24화 | 9월 19일  | 온양여자중학교 (충청남도 아산시)           |      |
| 제25화 | 10월 3일  | 혜원여자고등학교 (서울특별시 중랑구)       |      |
| 제26화 | 10월 10일 | 금오여자중학교 (경기도 의정부시)           |      |
| 제27화 | 10월 17일 | 용문고등학교 (서울특별시 성북구)           |      |
| 제28화 | 10월 26일 | 인화여자고등학교 (인천광역시 미추홀구)     |      |
| 제29화 | 11월 2일  | 목포여자고등학교 (전라남도 목포시)         |      |
| 제30화 | 11월 9일  | 서울아이티고등학교 (서울특별시 노원구)     |      |
| 제31화 | 11월 16일 | 신화중학교 (서울특별시 강서구)             |      |
| 제32화 | 11월 23일 | 동래여자고등학교 (부산광역시 금정구)       |      |
| 제33화 | 12월 7일  | 보성여자고등학교 (서울특별시 용산구)       |      |
| 제34화 | 12월 14일 | 삼성여자고등학교 (제주특별자치도 서귀포시) |      |
| 제35화 | 12월 21일 | 오산정보고등학교 (경기도 오산시)           |      |
| 제36화 | 12월 28일 | 군산여자고등학교 (전북특별자치도 군산시)   |      |

### 1997년
| 회차   | 방송일   | 촬영 장소                                  | 비고       |
| ------ | -------- | ------------------------------------------ | ---------- |
| 제37화 | 1월 4일  | 1996년 하이라이트 모음                     | 신년 특집  |
| 제38화 | 1월 11일 | 속초여자고등학교 (강원특별자치도 속초시)   |            |
| 제39화 | 2월 1일  | 강릉여자고등학교 (강원특별자치도 강릉시)   |            |
| 제40화 | 2월 15일 | 한성고등학교 (서울특별시 서대문구)         |            |
| 제41화 | 2월 22일 | 목동고등학교 (서울특별시 양천구)           |            |
| 제42화 | 3월 1일  | 현대청운고등학교 (울산광역시 동구)         |            |
| 제43화 | 3월 8일  | 대진고등학교 (서울특별시 노원구)           |            |
| 제44화 | 3월 15일 | 인천여자상업고등학교 (인천광역시 중구)     |            |
| 제45화 | 3월 22일 | 구리여자고등학교 (경기도 구리시)           |            |
| 제46화 | 3월 29일 | 대광고등학교 (서울특별시 동대문구)         |            |
| 제47화 | 4월 5일  | 고려대학교 서울캠퍼스 (서울특별시 성북구)  | 1주년 특집 |
| 제48화 | 4월 19일 | 신림고등학교 (서울특별시 관악구)           |            |
| 제49화 | 4월 26일 | 대성고등학교 (경상남도 거창군)             |            |
| 제50화 | 5월 3일  | 영락의료과학고등학교 (서울특별시 관악구)   |            |
| 제51화 | 5월 10일 | 동성고등학교 (서울특별시 종로구)           |            |
| 제52화 | 5월 24일 | 중산고등학교 (충청북도 충주시)             |            |
| 제53화 | 5월 31일 | 광명북고등학교 (경기도 광명시)             |            |
| 제54화 | 6월 7일  | 부산기계공업고등학교 (부산광역시 해운대구) |            |
| 제55화 | 6월 21일 | 광주고등학교 (광주광역시 동구)             |            |
| 제56화 | 6월 28일 | 경해여자고등학교 (경상남도 진주시)         |            |
| 제57화 | 7월 5일  | 과천외국어고등학교 (경기도 과천시)         |            |
| 제58화 | 7월 12일 | 송곡여자고등학교 (서울특별시 중랑구)       |            |
| 제59화 | 7월 19일 | 이천고등학교 (경기도 이천시)               |            |
| 제60화 | 7월 26일 | 제물포고등학교 (인천광역시 중구)           |            |
| 제61화 | 8월 2일  | 한성여자고등학교 (서울특별시 성북구)       |            |
| 제62화 | 8월 9일  | 명문고등학교 (경기도 광명시)               |            |
| 제63화 | 8월 16일 | 1318 장기자랑대회                          |            |
| 제64화 | 8월 23일 | 한일고등학교 (충청남도 공주시)             |            |
| 제65화 | 8월 30일 | 수원고등학교 (경기도 수원시)               |            |
| 제66화 | 9월 20일 | 충암고등학교 (서울특별시 은평구)           |            |
| 제67화 | 9월 27일 | 영일고등학교 (서울특별시 강서구)           |            |

## 편성 변경

### 1996년
- 1996년 8월 15일 : 8·15 특별 기획 《통일기원 음악회》 방송으로 인해 방송일이 연기되었다.
- 1996년 9월 26일 : 추석 특집 《올스타 코미디 대행진》 방송으로 인해 방송일이 연기되었다.

### 1997년
- 1997년 2월 8일 : 설날 특집 《대결 총 집합》 방송으로 인해 방송일이 연기되었다.
- 1997년 9월 13일 : 추석 특선 영화 《어른들은 청어를 굽는다》 방송으로 인해 방송일이 연기되었다.